# Le Temps d'aimer et le Temps de mourir
Pour plus de détails, voir Fiche technique et Distribution.
Le Temps d'aimer et le Temps de mourir (A Time to Love and a Time to Die) est un film américain réalisé par Douglas Sirk, sorti en 1958.

## Synopsis
Ernst Graeber est un soldat allemand sur le front germano-russe de la fin de la Seconde Guerre mondiale. Lui et ses camarades Steinbrenner et Hirschland reçoivent l’ordre d’exécuter des civils russes, mais Hirschland refuse et se suicide en lieu et place.
Ernst a sa première permission depuis deux ans et revient dans son village qu’il retrouve écrasé sous les bombes ; ses parents ont disparu. Elizabeth Kruse, une amie d’enfance, fille du médecin de sa mère, lui apprend que son père à elle a été emmené par la Gestapo. Les bombardements alliés sont incessants et viennent interrompre les moments de calme. Ernst et Elizabeth tombent amoureux l’un de l’autre et vivent un amour bref. Dans l’urgence de la guerre, ils décident de se marier.
Un ancien ami, Oscar Binding, nazi enrichi et devenu chef de district du parti, accueille Ernst chez lui et prépare une fête pour les jeunes mariés. Oscar tente d'aider Ernst à obtenir des nouvelles de ses parents. Par ailleurs, le professeur Pohlmann, propose son aide aux jeunes époux s’ils envisagent de fuir leur pays. Mais Ernst reçoit l’ordre de retourner au front.
Il y retrouve Steinbrenner qui à nouveau va exécuter des civils russes. Ernst, pour empêcher cette exécution, est conduit à tuer Steinbrenner, puis il libère les civils prisonniers. Mais tandis qu'il lit avidement la lettre qu'il vient de recevoir d'Elizabeth, dans laquelle celle-ci lui annonce qu'elle est enceinte, l’un des prisonniers russes, dont il vient de sauver la vie, s’empare du fusil de Steinbrenner et lui tire dans le dos. Mortellement atteint, Ernst s'effondre au bord de la rivière et tente vainement de rattraper la lettre qu'il vient de laisser échapper et qui, frêle esquif, s'en va au gré du courant.

## Fiche technique
- Titre : Le Temps d'aimer et le Temps de mourir
- Titre original : A Time to Love and a Time to Die
- Réalisation : Douglas Sirk
- Scénario : Orin Jannings, d'après le roman d'Erich Maria Remarque Un temps pour vivre, un temps pour mourir
- Photographie : Russell Metty et Clifford Stine (effets visuels)
- Direction artistique : Alexander Golitzen et Alfred Sweeney
- Décors : Russell A. Gausman
- Costumes : Bill Thomas
- Musique : Miklós Rózsa
- Montage : Ted J. Kent
- Producteur : Robert Arthur
- Société de production : Universal Pictures
- Couleur (Eastmancolor)
- Format : CinemaScope - 2,35:1 - Son : mono
- Durée : 132  minutes
- Genre : Film de guerre et d'amour
- Dates de sortie :
  - États-Unis : 9 juillet 1958 (New York)
  - France : 16 janvier 1959
- Affiche : Boris Grinsson (France)

## Distribution
- John Gavin (V.F. : Roland Ménard) : Ernst Graeber
- Liselotte Pulver (V.F. : Elle-même) : Elizabeth Kruse
- Don DeFore (V.F. : Claude Bertrand) : Boettecher
- Keenan Wynn (V.F. : Serge Nadaud) : Reutter
- Erich Maria Remarque (V.F. : Jean Brochard) : le professeur Pohlmann
- Dieter Borsche (V.F. : Lucien Bryonne) : le capitaine Rahe
- Barbara Rütting : l'épouse du franc-tireur
- Thayer David (V.F. : Yves Furet) : Oscar Binding
- Charles Régnier (V.F. : Pierre Leproux) : Joseph
- Dorothea Wieck : Frau Lieser
- Kurt Meisel (V.F. : Yves Brainville) : Heini
- Agnes Windeck (V.F. : Cécile Didier) : Frau Witte
- Clancy Cooper (V.F. : Claude Péran) : Sauer
- Klaus Kinski (V.F. : Lui-même) : le sous-lieutenant de la Gestapo
- Jim Hutton (V.F. : Michel Roux) : Hirschland
- John van Dreelen (V.F. : Philippe Mareuil) : l'agent du Gouvernement
- Jock Mahoney : Immermann
- Alice Treff (V.F. : Thérèse Rigaut) : Frau Langer
- Alexander Engel (V.F. : Camille Guérini) : le membre de la Défense civile
- Wolf Harnisch (V.F. : Jean Violette) : le sergent Muecke
- Bengt Lindström (V.F. : Jean-Claude Michel) : Steinbrenner

## Autour du film
Dans l'introduction à un ouvrage consacré à des entretiens avec Douglas Sirk, Jon Halliday rappelle que le réalisateur s'est résolu à quitter l'Allemagne en 1937 (la bouteille de vin commandée lors du repas dans le grand restaurant de l'hôtel de Germany est de 1937, qui est qualifiée de grande année). Il lui est désormais impossible de revoir son enfant, retenu par sa première épouse acquise aux idées nationales-socialistes dès 1927. Engagé sur le front russe, son fils Klaus Detlef y est porté disparu au printemps 1944, puis déclaré mort.
« Sirk transforma Le Temps d'aimer et le temps de mourir […] en une reconstitution imaginaire des dernières semaines de son fils, et y projeta son angoisse — et son espoir — et son désespoir. Après la guerre, le réalisateur fit une tentative infructueuse pour revenir travailler en Europe. Il passa un an à essayer de découvrir ce qui était arrivé à son garçon, suivant des pistes et inspectant des bulletins (scènes qu'il a transposées dans l'Allemagne en guerre du Temps d'aimer…) », écrit Jon Halliday.
Élément original par ailleurs, l’auteur du roman à l’origine du scénario, Erich Maria Remarque, joue le rôle du professeur Pohlmann ; il s’agit de la seule apparition de l’écrivain dans un film, alors que, par ses œuvres littéraires, il a participé à l’écriture de nombreux scénarios de cinéma.
Le film a été tourné en Allemagne, avec une distribution en partie allemande.

## Commentaire
Au moment d'une diffusion télévisée, Patrick Brion écrivait dans Télérama :

« Ce film marque la rencontre bouleversante de Douglas Sirk et d'Erich Maria Remarque, l'auteur de À l'Ouest, rien de nouveau. Une osmose exceptionnelle s'est créée entre Sirk, le romantique, et Remarque, le pacifiste. Le Temps d'aimer et le Temps de mourir constitue l'une des œuvres les plus déchirantes et les plus intenses, sur la folie et l'absurdité de la guerre. “Ce qui m'a intéressé — devait déclarer Sirk — c'est ce décor de ruines et ces deux amants. Cette histoire d'amour est inhabituelle. C'est un film qui est très proche de mes idées, particulièrement par sa description de la brièveté du bonheur.” Dans le décor apocalyptique d'une Allemagne qui s'effondre moralement, militairement et physiquement, deux êtres unis par un amour subit vont vivre quelques instants de bonheur. La force de ce film est de ne pas défendre une thèse. Sirk nous épargne les habituelles théories antimilitaristes. Pourtant, nous sommes extraordinairement concernés par cette guerre, machine folle qui broie tout. Remarquablement joué et dirigé, avec la tendresse d'un grand auteur, Le Temps de vivre et le Temps de mourir est une œuvre belle et douloureuse, à ne pas manquer. »